# بیلی اسمیت (بازیکن فوتبال، زاده ۱۸۷۲)
بیلی اسمیت (انگلیسی: Billy Smith؛ زادهٔ 1872) بازیکن فوتبال است.
از باشگاه‌هایی که در آن بازی کرده‌است می‌توان به باشگاه فوتبال پورتسموث اشاره کرد.